# Praeclara gratulationis publicae
Praeclara gratulationis publicae ist ein Apostolisches Schreiben von Papst Leo XIII., welches er am 20. Juni 1894 veröffentlichte. In diesem Schreiben ruft er die östlichen und westlichen Kirchen zur „Einheit im Glauben“ auf. In ihm geht er erneut  auf die Thematik zur Freimaurerei ein.

## Zur Einheit im Glauben
Der Grund für die vielen Kriege und Revolutionen in Europa liege in der Uneinigkeit der Kirchen, der große industrielle Wandel trage sein Übriges zu den Streitigkeiten und den Arbeitskämpfen bei. Das Christentum in Europa werde mit Streit und Unstimmigkeiten auseinandergerissen, die Völker seien durch den harten Wettbewerb und die Kriege erschöpft. Dieses habe sich auch im gemeinsamen Glauben fortgesetzt, und die Ursache liege in barbarischen Sitten und irrsinnigen Riten.
Leo XIII. ruft in diesem Apostolischen Schreiben, man nennt dieses Schreiben auch eine Apostolische Exhortation, zur Einigkeit im Handeln und Glauben auf. Der Zusammenschluss der östlichen und westlichen Kirchen sei gottgewollt und werde zum Frieden innerhalb der Kirche und in Europa führen.

## Eine große Gefahr
Für die Einheit im Glauben bildeten die Gemeinschaften, die sich als Freimaurer bezeichnen, eine große Gefahr. Ihre Verbreitung bedrohe die katholischen Nationen, sie würden sich ständig weiter ausbreiten und aus ihren Verstecken heraus gegen die christliche Zivilisation vorgehen. Insbesondere in den Städten würden sie ihr Unheil treiben, selbst die weltweite Ausbreitung sei ein großes Unglück. Die Freimaurer würden unter falschen Versprechungen versuchen, die Frömmigkeit der göttlichen Sakramente zu untergraben, hier würden sie sich gerade gegen die Ehe und Familie aussprechen, und sie würden versuchen, die Ausbildung der Jugendlichen zu unterwandern. Sie seien Kriegstreiber, die den Frieden in Europa gefährden würden, und deshalb müsse das schändliche Joch der Freimaurerei ein für alle Male abgeschüttelt werden, er rufe hierzu besonders die Männer Italiens und Frankreichs auf. Das Wort Gottes werde zum Sieg führen und wenn diese Gefahr verboten werden kann, dann werde auch die Einheit des Glaubens wiederhergestellt werden.